# Giáo dục toàn cầu

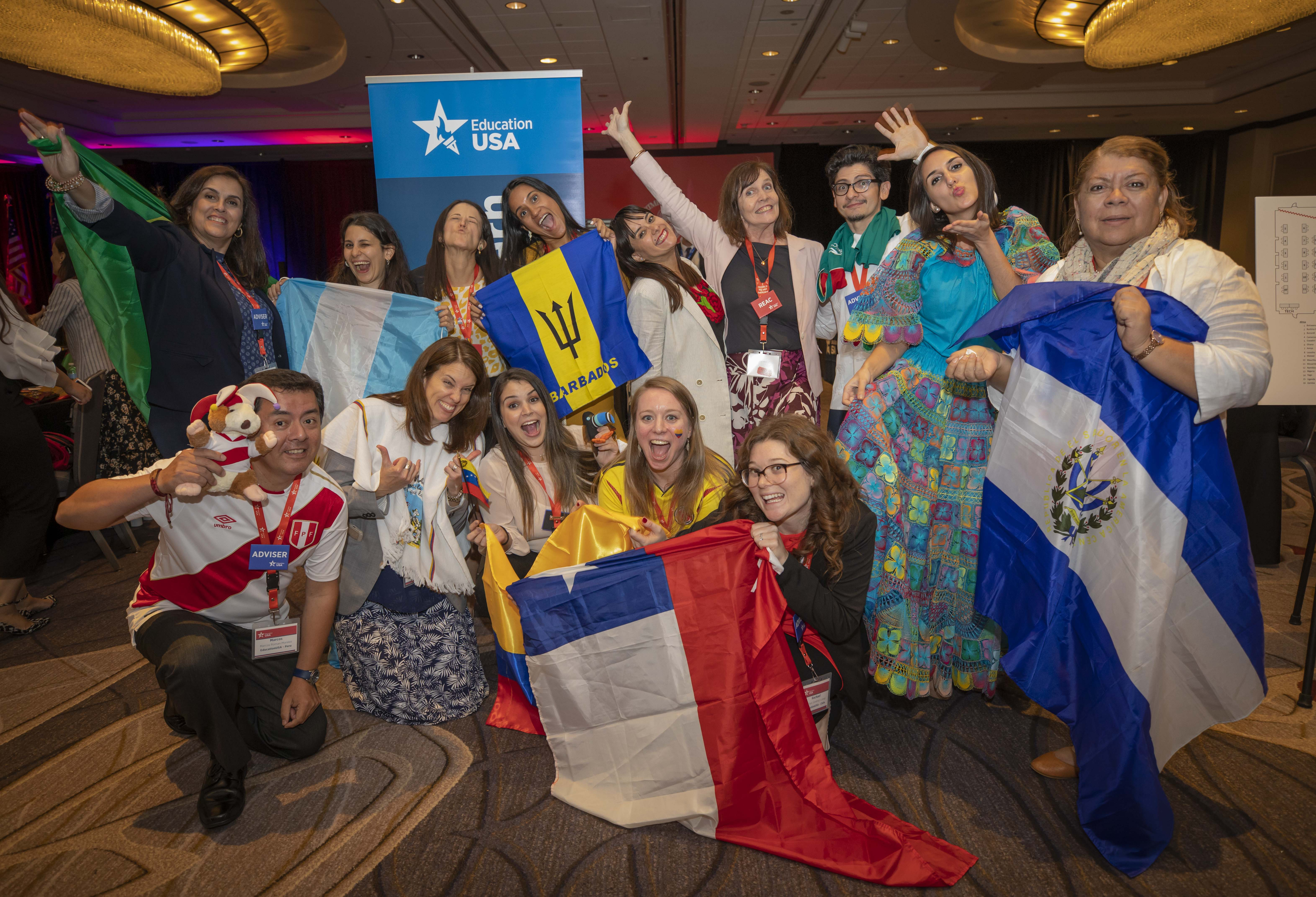
Một khóa giáo dục mang tính toàn cầu ở Mỹ

Giáo dục toàn cầu (Global education) là chương trình phát triển trí tuệ nhằm cải thiện sự phát triển con người toàn cầu dựa trên sự hiểu biết về động lực toàn cầu, các vấn đề phổ quát toàn cầu thông qua các lĩnh vực khác nhau với việc cung cấp các điều kiện cho sự phát triển toàn diện của con người. Trong giáo dục chính quy, đây được xem như là một phương thức cung cấp tri thức phát triển con người sẽ được tích hợp vào các chương trình giáo dục chính quy dưới dạng những chương trình nâng cao, nơi mà các chiều hướng toàn cầu đối với các vấn đề địa phương được đề cao thông qua sự kết nối với thế giới. Giai đoạn đầu tiên của giáo dục toàn cầu bắt đầu như một nỗ lực tái cấu trúc giáo dục và xã hội vào những năm 1960 và 1970, thông qua các sáng kiến của các nhà giáo dục, các tổ chức phi chính phủ (NGO) và tổ chức liên chính phủ.

## Đại cương
Cách tiếp cận toàn cầu này đối với sự phát triển trí tuệ, nhằm khắc phục chương trình giáo dục toàn cầu dựa trên chương trình giảng dạy đang thất bại như bị mắc kẹt trong kiến thức môn học hạn chế, dựa trên các lý thuyết đã làm thế giới trở nên thất bại (chẵng hạn như vấn nạn biến đổi khí hậu), dựa vào việc ghi nhớ mà không tiếp xúc trực quan với các nguồn lực phát triển kiến thức và văn hóa toàn cầu, bị hạn chế bởi khả năng tiếp cận các nguồn lực phát triển con người. Thay vào đó, chương trình tìm cách cải thiện nguồn lực trí tuệ toàn cầu thông qua việc đánh giá cao động lực toàn cầu và quan điểm của địa phương về các vấn đề. Điều này thông qua các động lực thay thế cho sự phát triển của con người toàn cầu và tương lai toàn cầu thay thế phụ thuộc vào khả năng kết nối. Những người có bằng cấp về giáo dục quốc tế đã thiết kế, triển khai, quản lý và đánh giá nhiều chương trình giáo dục trong các trường tiểu học và trung học công lập và tư thục, các chương trình giáo dục đại học công lập và tư thục, các tập đoàn quốc gia và các cơ quan văn hóa. Những người trong lĩnh vực công việc có thể làm việc tại các cơ quan trên toàn thế giới, trong các trường đại học ưu tú và nhiều tổ chức giáo dục toàn cầu.
Chương trình phát triển cùng với mạng Internet và đang trong giai đoạn kết nối ảo, thông qua phương tiện truyền thông xã hội và các lĩnh vực công cộng toàn cầu khác. Văn học được giới thiệu trong lớp học có thể dạy nhiều kỹ năng giúp chuẩn bị cho việc học tập sâu hơn trong cộng đồng toàn cầu, bằng chứng đã chỉ ra rằng văn học có thể giúp trẻ em tìm hiểu về các vấn đề toàn cầu. Công nghệ là chìa khóa trong việc tìm hiểu, tiếp cận về toàn cầu hóa và tham gia vào cộng đồng toàn cầu. Công nghệ có thể được sử dụng trong lớp học để giao tiếp trên toàn thế giới, thiết lập các mối quan hệ toàn cầu, tìm hiểu thêm về các sự kiện hiện tại toàn cầu và phát triển nghiên cứu toàn cầu. Những tiến bộ của công nghệ sẽ có tác động tích cực đến giáo dục toàn cầu ở các trường tiểu học và trường giáo dục đại học. Giáo dục công dân toàn cầu bao gồm việc kết nối các vấn đề và quan điểm gần gũi và trên toàn thế giới và có thể kết hợp các chủ đề như nhân quyền, công bằng xã hội và hướng dẫn về quyền công dân, cải thiện kinh tế và toàn cầu hóa. Học tập toàn cầu có thể mang lại khả năng tái tạo sự chênh lệch xã hội và thúc đẩy, thay vì xóa bỏ, các khuôn mẫu và định kiến. Các trường đại học tại Hoa Kỳ gần đây đã mở rộng các chương trình cấp bằng liên quan đến giáo dục toàn cầu.

## Trường phái
Ở Úc, người ta cho rằng phương pháp này giúp những người trẻ tuổi tham gia vào việc định hình một tương lai chung tốt đẹp hơn cho thế giới. Phương pháp này nhấn mạnh đến sự thống nhất và phụ thuộc lẫn nhau của xã hội loài người, phát triển ý thức về bản thân và sự trân trọng sự đa dạng văn hóa, khẳng định công lý xã hội và quyền con người, cũng như xây dựng hòa bình và hành động vì một tương lai bền vững ở những thời điểm và địa điểm khác nhau. Phương pháp này cũng được cho là thúc đẩy các giá trị tích cực và thúc đẩy học sinh chịu trách nhiệm về hành động của mình và coi mình là công dân toàn cầu có thể đóng góp cho một thế giới hòa bình, công bằng, không ai bị bỏ lại phía sau và bền vững hơn. Trong khi đó ở Anh thì cho rằng đây không phải là một môn học mà là một chiều hướng xuyên suốt chương trình giảng dạy, một bộ lọc bổ sung giúp trẻ em hiểu được mọi thông tin và ý kiến mà thế giới đưa ra cho chúng. Nó kết hợp phương pháp luận, các hoạt động thảo luận sôi nổi và dựa trên kiến thức, kinh nghiệm, trải nghiệm, một quan điểm quan tâm, hợp tác và cởi mở về trải nghiệm trong lớp học, và những mối quan tâm chính là tìm hiểu về tất cả các nền văn hóa và nhóm xã hội trên thế giới, về nguyên nhân của đói nghèo và bất bình đẳng và đề tài về môi trường. Đây là một cách tiếp cận mọi thứ đang được giảng dạy và cách thức giảng dạy, mở rộng tầm nhìn và khuyến khích khám phá mọi môn học từ góc nhìn toàn cầu. 
Mạng lưới thanh niên châu Âu (Network of Young Europeans) cho rằng đây là một cách tiếp cận sáng tạo để mang lại sự thay đổi trong xã hội, một quá trình học tập tích cực dựa trên các giá trị phổ quát về lòng khoan dung, đoàn kết, bình đẳng, công lý, hòa nhập, hợp tác và bất bạo động. Quá trình này bắt đầu bằng nâng cao nhận thức về những thách thức toàn cầu và tạo ra sự hiểu biết sâu sắc hơn về các vấn đề phức tạp tiềm ẩn, qua đó thay đổi thái độ của mọi người và khuyến khích họ suy ngẫm về vai trò của chính mình trên thế giới. Còn Tổ chức Tokyo Global Engineering Corporation cho rằng việc áp dụng các nguyên tắc khoa học hiện được chấp nhận vào thiết kế các dự án không thể triển khai cho đến khi xuất hiện một quốc gia toàn cầu. Ở Mỹ thì Hiệp hội Giáo dục Quốc gia (NEA) công nhận Giáo dục Toàn cầu là mục tiêu mà các nhà giáo dục phấn đấu để thành công trong lớp học. Hiệp hội Hoa Kỳ hỗ trợ các chuyến đi du học và giảng dạy ở nước ngoài để giáo viên có được trải nghiệm trực tiếp về các nền văn hóa khác nhau. Các trường đại học tại Hoa Kỳ cũng đang mở rộng các chương trình du học của mình để tăng cường sự kết nối và sự phụ thuộc lẫn nhau về kinh tế toàn cầu. Viện Giáo dục Quốc tế (IIE) đang nghiên cứu những cách hiệu quả để giáo dục đại học tại Hoa Kỳ có thể phát triển và tạo ra các chương trình du học chất lượng trong chương trình giảng dạy.